# Грённинген, Харальд
Харальд Грённинген (норв. Harald Grønningen; 9 октября 1934 года, Ленсвик, Агденес, Сёр-Трёнделаг — 26 августа 2016, там же) — норвежский лыжник, двукратный олимпийский чемпион зимних Олимпийских игр в Гренобле (1968), чемпион мира.

## Спортивная карьера

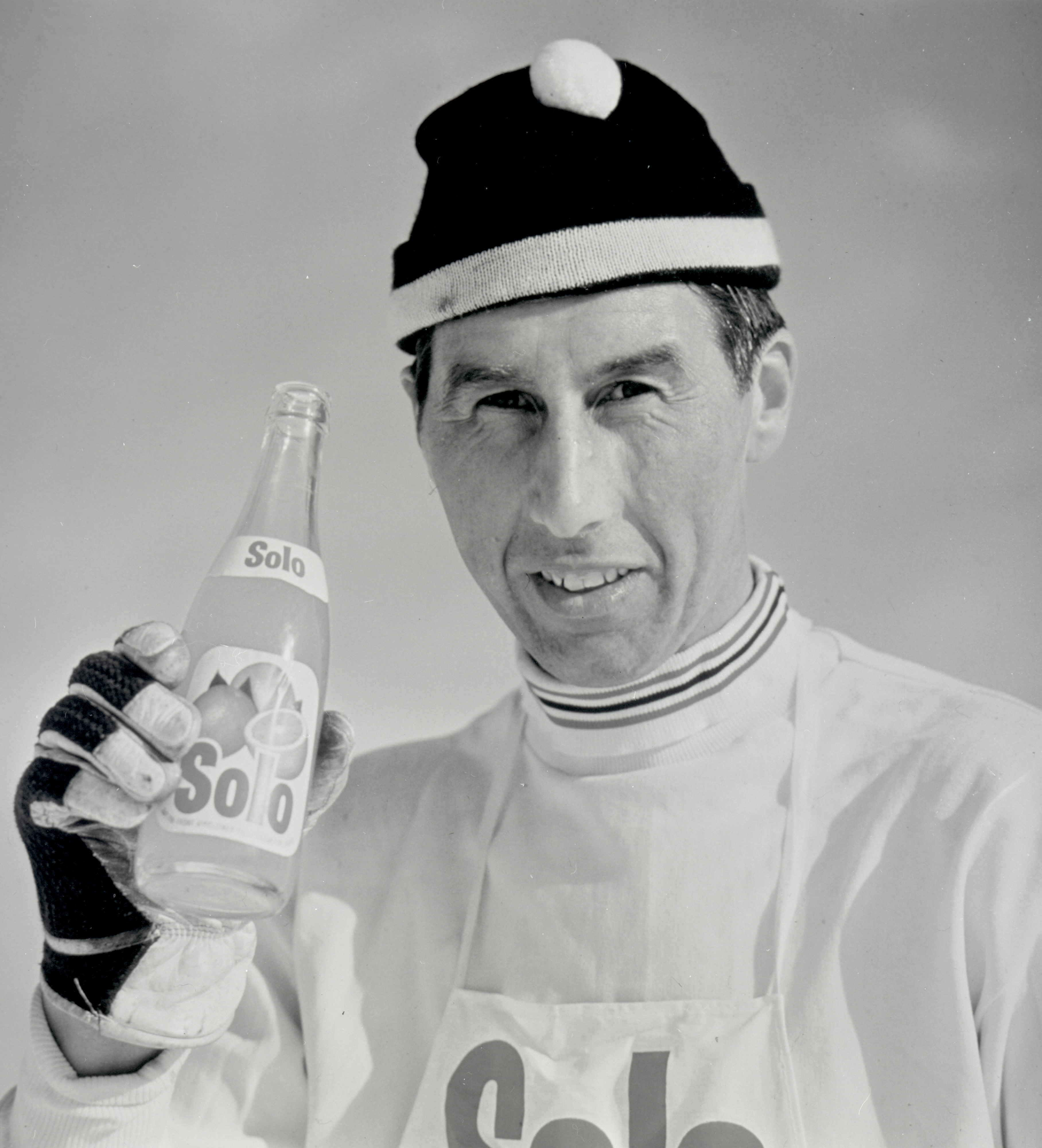
Харальд Грённинген рекламирует газированный напиток Solo

На зимних Олимпийских играх в Скво-Вэлли (1960) завоевал серебро в эстафете, в остальных гонках показал следующие результаты: 15 км — 11-е место, 50 км — 14-е место. В марте того же года первенствовал на зимних лыжных играх в Лахти на дистанции 15 км. В 1960 и 1961 гг. выигрывал лыжный фестиваль в Холменколлене на 15 км. В марте 1961 г. вновь одержал победу на лыжных играх в Лахти на 15 км, а также занял третье место на 50 км. В том же году был награжден как спортсмен года в Норвегии. На чемпионате мира по лыжным видам спорта в Закопане (1962) завоевал серебряную медаль на дистанции 15 км, был пятым в забеге на 50 км и четвертым — на 30 км и в эстафете. В марте 1962 г. он в третий раз подряд выиграл 15-километровку на лыжных играх в Лахти и занял второе место в 50-километровке.
В 1963 и 1964 гг.  в составе эстафеты дважды становился серебряным призером Шведских зимних лыжных игр. На Олимпийских играх в Инсбруке (1964) завоевал две серебряные медали: в гонках на 15 и 30 км, кроме того был 6-м в гонке на 50 км и 4-м в эстафете. В феврале 1966 г. выиграл на чемпионате мира по лыжным видам спорта в Осло (1966) выиграл золотую медаль. На Шведских лыжных играх в Фалуне (1967) занял второе место на дистанции 30 км и стал чемпионом в эстафете. 
На зимних Олимпийских играх в Гренобле (1968) стал двукратным олимпийским чемпионом, победив в гонке на 15 км и эстафете, а также занял 13-е место в гонке на 30 км. В 1968 и 1969 гг. побеждал на Шведских играх в эстафете, а в 1970 г. выиграл бронзовую медаль.
На чемпионате мира по лыжным видам спорта в Высоких Татрах (1970) занял девятое место на дистанции 15 км и четвертое место в эстафете.
Неоднократный чемпион Норвегии: четырежды побеждал на дистанции 30 км (1962, 1963, 1967, 1968), трижды — на 50 км (1961—1963) и дважды — на 15 км (1959, 1967).
По завершении спортивной карьеры занимался фермерским хозяйством в своем родном муниципалитете Ленсвик к северо-западу от Тронхейма, выращивая клубнику.